# Dolichotetranychus cocos
Dolichotetranychus cocos är en spindeldjursart som beskrevs av Flechtmann och Fernando 2000. Dolichotetranychus cocos ingår i släktet Dolichotetranychus och familjen Tenuipalpidae. Inga underarter finns listade i Catalogue of Life.